# Dolné Lovčice
Dolné Lovčice jsou obec na Slovensku v okresu Trnava. V roce 2013 zde žilo 745 obyvatel.
Současný název Dolné Lovčice je datován od roku 1920. Obec leží na východním okraji Trnavské pahorkatiny. První zmínka o obci pochází z roku 1292, kdy ji Michal, syn komese Bacha, daroval Nitrianské kapitule.
Zachovala se pečeť s nápisem SIGILLUM PAGI INFERI LOVSCZIC z roku 1633 jako důkaz o existenci vlastní obecní správy.